# 东生
东生（1929年—2020年5月4日），原名李向沂，笔名东方、东红等，男，安徽天长人，中国记者、作家，曾任中国新闻出版社社长，中华全国新闻工作者协会书记处书记。